# Пиер Деникер
Пиер Деникер (на френски: Pierre Deniker) е френски психиатър.

## Научна дейност
Деникер, заедно с Жан Дьоле и Дж. М. Харъл, представя хлорпромазина (Торазин), първото антипсихотично лекарство използвано за лечение на шизофрения през 50-те години на 20 век. Торазинът се използва в хирургически процедури във Франция предоперативно като медикамент против гадене. При използването му се забелязва, че пациентите са по-малко тревожни и по-спокойни. Това наблюдение кара Деникер да приложи хлорпромазина на пациенти с шизофрения, където той забелязва забележително подобрение на симптомите.
Фармацевтичната компания „Смит-Клайн“ получава правата за хлорпромазина от френската фирма „Рон-Пуленк“ и започва да го продава като лекарство против гадене. След наблюденията на Деникер, компанията получава одобрение от Администрацията по лекарствата и храните на САЩ и започва да продава Торазина през 1954 година като лекарство против шизофрения.